# Вилларе, Клод
Клод Вилларе́ (фр. Claude Villaret; 1716 года, Париж — февраль 1766 года, там же) — французский литератор, актёр и историк.
Известен своим продолжением «Истории Франции» Велли, которую (8—17 тома) он довёл до 1469 года. Часть, составленная Вилларе, отличается лучшим языком и большим знакомством с источниками. Его история царствования Людовика XI в своё время не лишена была интереса.